# Rue de Prague
Rue de Prague (Pražská ulice) je ulice v Paříži. Nachází se ve 12. obvodu.

## Poloha
Ulice vede od křižovatky s Rue de Charenton, Rue Charles Baudelaire a Rue Abel a končí u křížení ulic Rue Traversière, Rue Théophile Roussel a Avenue Ledru-Rollin. Ulice je orientována ve směru sever-jih.

## Historie
Ulice byla otevřena na místě bývalého areálu nemocnice Trousseau, který byl v roce 1901 zbořen a nemocnice přesunuta do sousední čtvrti Bel-Air. Ulice byla pojmenována po městě Praha.